# ヘンリ・フランクフォート
ヘンリ・"ハンス"・フランクフォート（Henri "Hans" Frankfort、1897年2月24日 - 1954年7月16日）は、オランダのエジプト学者、考古学者、オリエンタリスト。

## 経歴
アムステルダムで「改革派ユダヤ人」の家庭に生まれる。
1931年から1944年までオランダ王立芸術科学アカデミーの特派員となり、1950年に外国人会員となった。
1937年、フランクフォートとエミール・クレリングは、バーニーの浮彫（紀元前1700年）に描かれた女性はユダヤ神話のリリスであると特定した。